# Eras IV
Eras IV è la sesta raccolta del cantautore canadese Devin Townsend, pubblicata il 7 dicembre 2018 dalla HevyDevy Records e dalla Inside Out Music.

## Descrizione
Si tratta della quarta ed ultima serie di box set atti a racchiudere le varie pubblicazioni del musicista in formato vinile, rimasterizzate per l'occasione.
Eras IV contiene i due concept album incentrati sul personaggio di Ziltoid, Ziltoid the Omniscient e Z²: Dark Matters, la prima parte di Ziltoid Live at the Royal Albert Hall e l'album dal vivo The Retinal Circus, gli ultimi due mai distribuiti precedentemente su vinile.

## Tracce
Ziltoid the Omniscient
- Lato A

1. ZTO – 1:17
2. By Your Command – 8:09
3. Ziltoidia Attaxx!!! – 3:42
4. Solar Winds – 9:46

- Lato B

1. Hyperdrive – 3:47
2. N9 – 5:30
3. Planet Smasher – 5:44
4. Omnisdimensional Creator – 0:48
5. Color Your World – 9:44

- Lato C

1. The Greys – 4:15
2. Tall Latte – 1:03
3. Don't Know Why – 7:34
4. Travelling Salesman – 2:14
5. Another Road – 4:30

Z² - Dark Matters
- Lato A

1. Z² – 3:59
2. From Sleep Awake – 3:00
3. Ziltoidian Empire – 6:25

- Lato B

1. War Princess – 8:17
2. Deathray – 4:43

- Lato C

1. March of the Poozers – 6:24
2. Wandering Eye – 3:40
3. Earth – 7:38

- Lato D

1. Ziltoid Goes Home – 6:20
2. Through the Wormhole – 3:43
3. Dimension Z – 6:13

Ziltoid Live at the Royal Albert Hall
- Lato A

1. Z² – 3:48
2. From Sleep Awake – 3:47
3. Ziltoidian Empire – 5:50
4. War Princess – 8:57

- Lato B

1. Deathray – 4:43
2. March of the Poozers – 6:30
3. Wandering Eye – 3:40
4. Earth – 7:38

- Lato C

1. Ziltoid Goes Home – 6:38
2. Through the Wormhole – 3:37
3. Dimension Z – 8:10

The Retinal Circus
- Lato A

1. Effervescent!/True North – 6:23
2. Lucky Animals – 3:33
3. Planet of the Apes – 11:02

- Lato B

1. Truth – 3:59
2. War – 6:09
3. Soul Driven – 1:08
4. Planet Smasher – 6:19
5. Baby Song – 5:30

- Lato C

1. Vampolka – 1:36
2. Vampira – 3:42
3. Addicted! – 5:32
4. Colour Your World – 9:48
5. The Greys – 4:54

- Lato D

1. Hyperdrive – 4:44
2. Ih-Ah! – 3:58
3. Where We Belong – 4:18
4. Detox – 6:03

- Lato E

1. Bend It Like Bender! – 3:36
2. Life – 4:52
3. Kingdom – 5:09
4. Juular – 3:59

- Lato F

1. Love? – 5:23
2. Colonial Boy – 2:58
3. Grace – 6:52
4. Little Pig – 7:30